# Сьвериж-Перший
Сьвериж-Перший (пол. Świeryż Pierwszy) — село в Польщі, у гміні Лович Ловицького повіту Лодзинського воєводства.
Населення — 169 осіб (2011).
У 1975-1998 роках село належало до Скерневицького воєводства.

## Демографія
Демографічна структура станом на 31 березня 2011 року:
|          | Загалом | Допрацездатний вік | Працездатний вік | Постпрацездатний вік |
| -------- | ------- | ------------------ | ---------------- | -------------------- |
| Чоловіки | 72      | 13                 | 50               | 9                    |
| Жінки    | 97      | 20                 | 51               | 26                   |
| Разом    | 169     | 33                 | 101              | 35                   |